# Pinoyscincus llanosi
Pinoyscincus llanosi — вид сцинкоподібних ящірок родини сцинкових (Scincidae). Ендемік Філіппін.

## Поширення і екологія
Pinoyscincus llanosi широко поширені на островах Лейте і Самар в центральній частині Філіппінського архіпелагу. Вони живуть у вологих тропічних лісах, на берегах струмків і річок, в тріщинах серед скель. Зустрічаються на висоті від 50 до 400 м над рівнем моря.

## Збереження
МСОП класифікує стан збереження цього виду як близький до загрозливого. Pinoyscincus llanosi загрожує знищення природного середовища.